# Project Sora
Project Sora (Proyecto Sora) era una desarrolladora de videojuegos de origen japonés, fundada por el presidente de Nintendo, Satoru Iwata, en colaboración con el exempleado de HAL Laboratory, Masahiro Sakurai, reconocido diseñador de videojuegos y creador de Kirby y de Super Smash Bros.. 
Project Sora fue fundado en 2009, después del éxito comercial de Super Smash Bros. Brawl para la consola Wii. El 72% de las acciones de esta compañía las posee Nintendo, mientras que el resto las poseen desarrolladoras externas.

## Proyectos
Project Sora fue la responsable del juego de Kid Icarus: Uprising para la consola Nintendo 3DS, el cual fue anunciado en el E3 de 2010. En el E3 de 2011, se anunció que se trabajaba en dos juegos de la franquicia Super Smash Bros., uno para la consola Nintendo 3DS, y otro para la consola Wii U.
| Año de lanzamiento | Título               | Distribuidor | Plataforma   |
| ------------------ | -------------------- | ------------ | ------------ |
| 2012               | Kid Icarus: Uprising | Nintendo     | Nintendo 3DS |

## Disolución
Según su página web, Project Sora se disolvió el 30 de junio de 2012, siendo Kid Icarus: Uprising su único juego desarrollado.